# Miðvágur
Miðvágur [ˈmiːvɔaːvʊɹ] (übersetzt: Mittelbucht; dänisch Midvåg) ist ein Ort der Färöer auf der Insel Vágar. Er gehört zu den größten Orten der Färöer und ist seit 2009 ein Teil der neugebildeten Gemeinde Vágar (Vága kommuna). Die Ortschaft Miðvágur hatte Anfang 2016 genau 1080 Einwohner.

## Lage

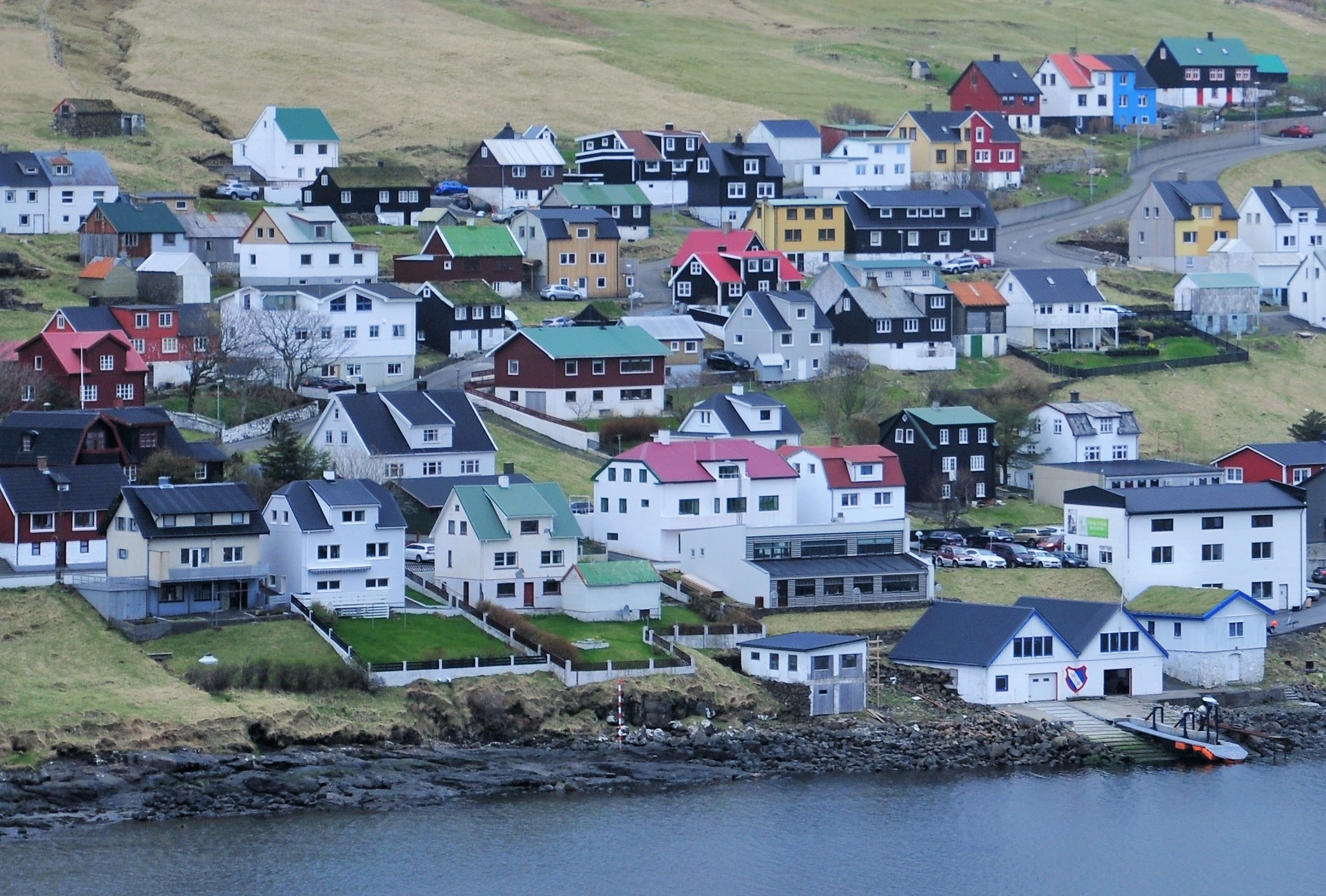
Míðvágur

Miðvágur liegt an der Südküste Vágars am Ende einer länglichen Bucht und erstreckt sich hier landeinwärts weiter gen Westen Richtung Leitisvatn. Durch Miðvágur verläuft die Hauptstraße, die den Flughafen Vágar im Westen der Insel mit dem Vágartunnel im Nordosten verbindet. Der Ort ist einer der besten Stellen für den Grindwalfang auf den Färöern. 1899 wurde hier der größte Fang aller Zeiten auf den Färöern gemacht. 1300 Tiere an einem einzigen Tag – damals eine lebenswichtige Vitaminzufuhr für die Insulaner. Die Gemarkungszahl Markatal lautet 48.

## Geschichte

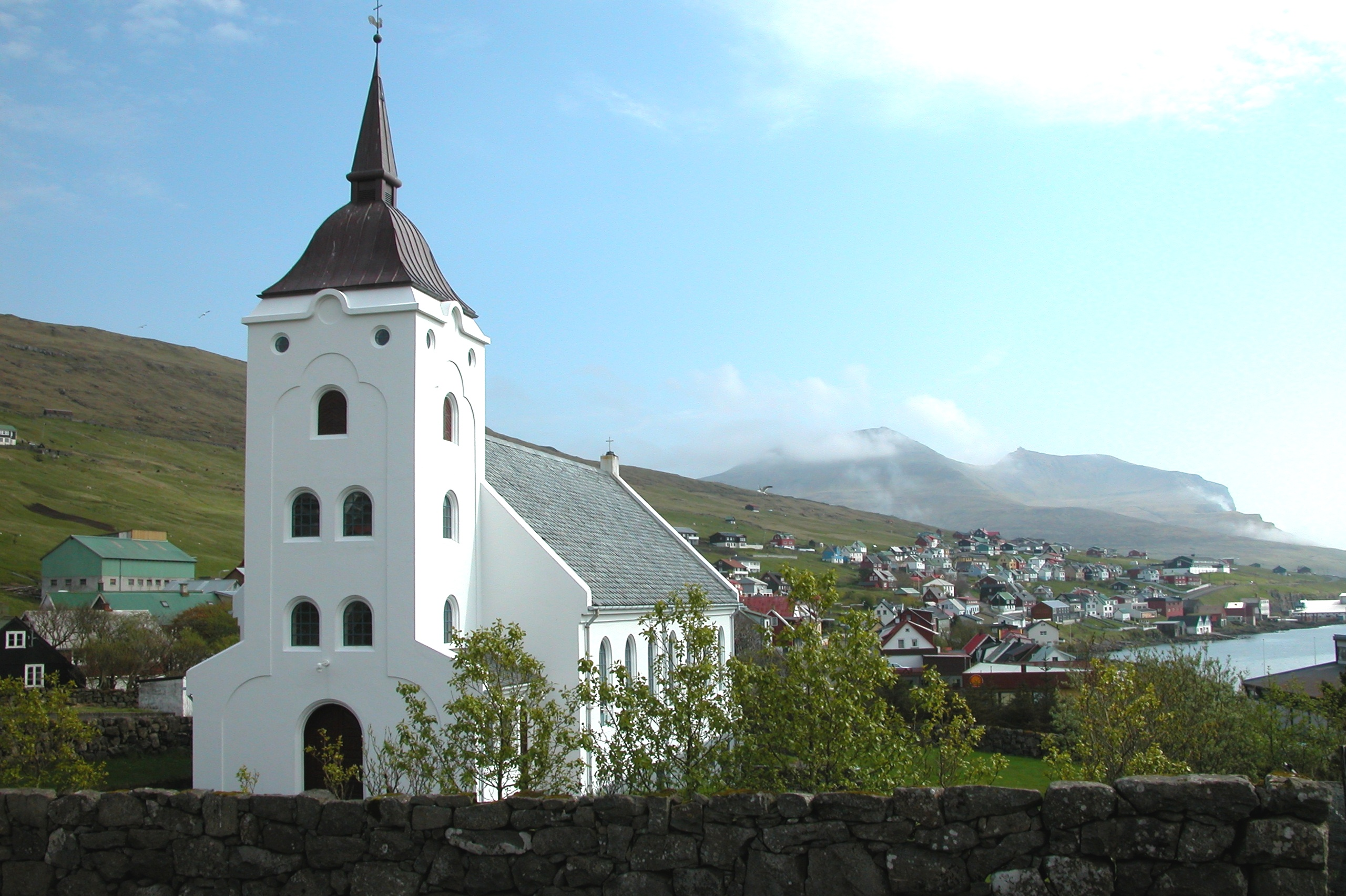
Die Kirche in Miðvágur

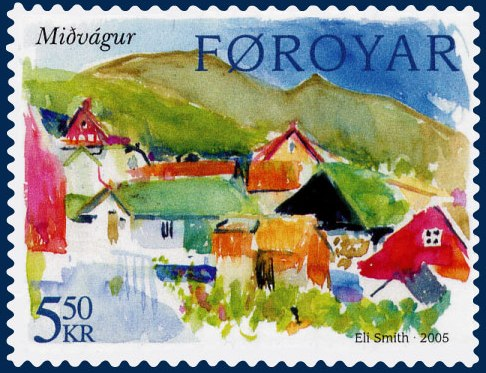
Míðvágur, Briefmarke von 2005

Der Ort ist seit der Wikingerzeit auf den Färöern bewohnt, wie Ausgrabungen belegen. Seitdem gab es hier auch eine lokale Gerichtsstätte, das sogenannte Várting. Schriftlich erwähnt wird Miðvágur erstmals zwischen 1350 und 1400 im Hundebrief. Im königlichen Güterverzeichnis (Jarðarbókin) von 1584 ist der Ort ebenfalls aufgeführt.
Im Jahr 1940 veröffentlichte der Schriftsteller Mikkjal Dánjalsson á Ryggi, der von 1915 bis 1919 Bürgermeister in Miðvágur gewesen war, eine Ortsgeschichte mit dem Titel Miðvinga søga. Es war überhaupt das erste Mal, dass die Geschichte eines Ortes auf den Färöern niedergeschrieben wurde.
Bis Ende 2008 war Miðvágur auch Sitz und Hauptort der Gemeinde Miðvágur (Miðvágs kommuna)
zu der auch der einzige Binnenort der Färöer, das 1921 gegründete Vatnsoyrar gehörte. Mit Beginn des Jahres 2009 wurde diese mit Sandavágur zur neuen Gemeinde Vágar (Vága kommuna) zusammengelegt. Der Verwaltungssitz dieser fast 2000 Einwohner zählenden neuen Gemeinde befindet sich nun in Sandavágur.

## Sehenswürdigkeiten

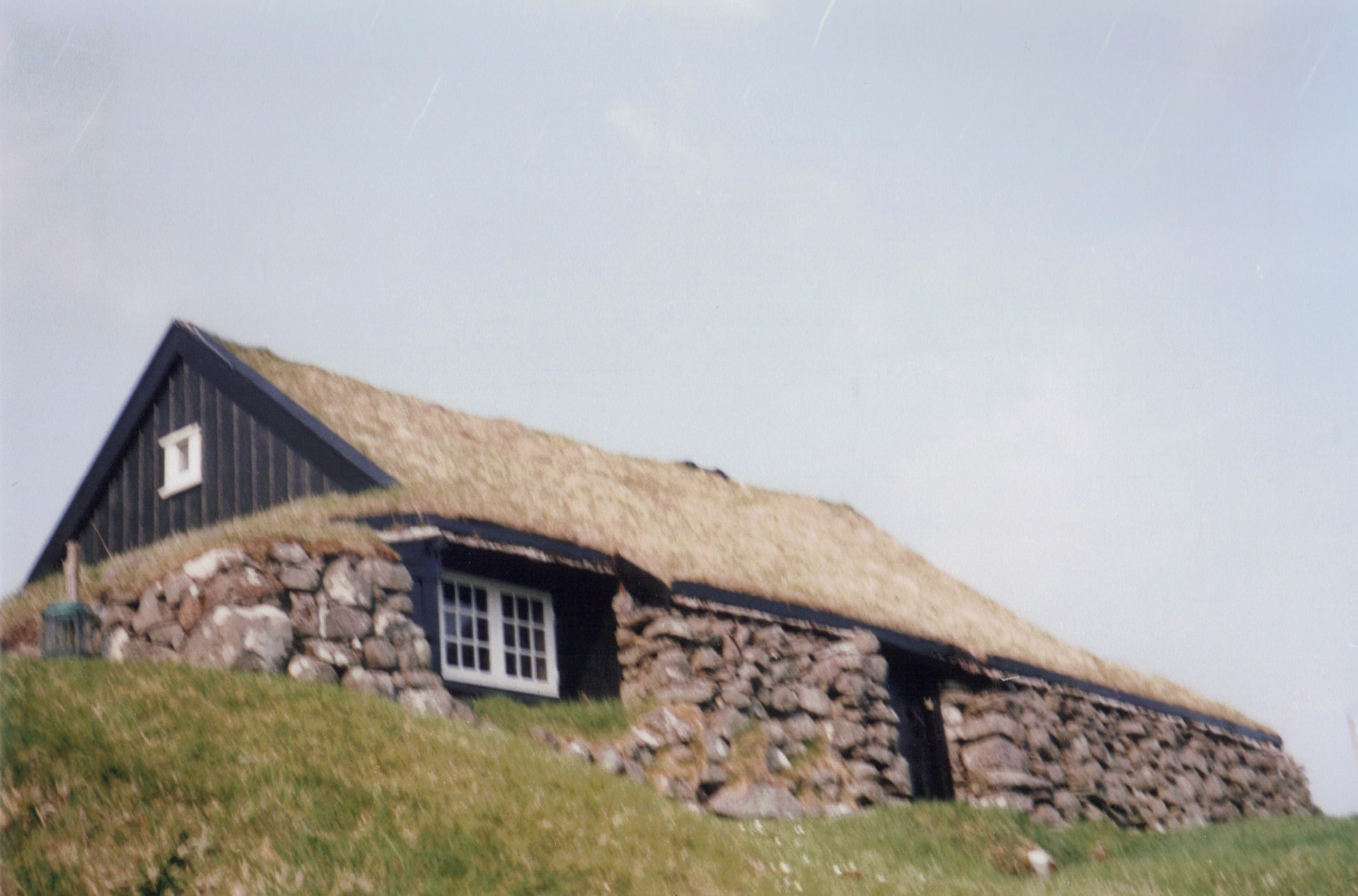
Haus Kálvalíð

Das Dorfmuseum Kálvalíð liegt etwas oberhalb des Ortes und ist das älteste Steinhaus der Färöer, das seit dem Mittelalter als Wohnhaus diente. Es ist in den Hang gebaut und hat ein Grasdach, so dass es sich kaum von der Landschaft abhebt. Im Museum gibt es zwei Räume und einen Kuhstall.
Berühmt wurde das Haus als Pastorensitz für ganz Vágar; diese Funktion hatte es seit 1673. Die bekannteste Bewohnerin war die Pastorenfrau Beinta Broberg, die die Vorlage für den Roman Barbara ist.
Hinter der Kirche wurde auf dem Gelände des alten Friedhofs ab 1979 der Park Viðarlundin á Tungu angelegt. Er ist im Besitz der Gemeinde Miðvágur und bedeckt eine Fläche von 1,17 ha.
Östlich von Miðvágur befindet sich an der Südostspitze der Insel die charakteristische Klippe Trøllkonufingur (‚Hexenfinger‘).
Westlich des Ortes liegt mit dem Leitisvatn der größte Binnensee der Färöer. An seinem südlichen Ende ergießt sich der 50 m hohe Wasserfall Bøsdalafossur direkt ins Meer.
Der örtliche Sportverein trägt den Namen MB Miðvágur (Miðvágs Bóltfelag).

## Persönlichkeiten
- Beinta Broberg (1667–1752), Pastorenfrau, Romanvorlage für Barbara
- Jens Christian Svabo (1746–1824), Pastorensohn, schrieb das erste färöische Wörterbuch und sammelte als erster färöische Volksweisen.
- Rasmus Rasmussen (1871–1962), Pädagoge und Schriftsteller
- Mikkjal á Ryggi (1879–1956), Lehrer, Schriftsteller und Politiker

## Partnerschaften
Miðvágur unterhält eine Städtepartnerschaft mit Reykjanesbær auf  Island.